# The Hi-Fi Nightingale
The Hi-Fi Nightingale ist das erste englischsprachige Musikalbum der Sängerin Caterina Valente. Bei dem Werk handelte es sich um eine Kompilation von Titeln, die bereits vorher auf Schellackplatten und Singles erschienen waren, darunter Valentes erste US-Hits The Breeze and I und Malagueña. Letzterer war das einzige auf Deutsch gesungene Stück der Zusammenstellung, die 1956 in den Vereinigten Staaten als Langspielplatte auf dem Decca-Label erschien. Die im selben Jahr erschienene 10″-LP Hi-Fi-Nightingale von Polydor enthielt acht Lieder und eine andere Titelauswahl.

## Entstehungsgeschichte

Label der Schellackplatte Malagueña, US-amerikanische Pressung, 1954

Label der Schellackplatte Malagueña, deutsche Pressung, 1954

Label der Single The Breeze and I, britische Pressung, 1960

Parallel zu Caterina Valentes Aufnahmen für das hauseigene Plattenlabel Polydor verkaufte das Mutterunternehmen Deutsche Grammophon über den deutschen Kontaktmann Kurt Kinkele auch Lizenzen für deutsch- und englischsprachige Aufnahmen der Sängerin an die US-amerikanischen Labels Brunswick Records und nach nur einer Veröffentlichung an Decca Records. Während sich der Titel Malagueña in Deutschland vergleichsweise schlecht verkaufte, waren die Produzenten der US-amerikanischen Fernsehshow The Colgate Comedy Hour von der Schallplatte begeistert und verhalfen Valente 1955 zu ihrem ersten Auftritt im amerikanischen Fernsehen. Das auf Deutsch gesungene Stück stand im Februar desselben Jahres auf Platz 42 der Hitparade im US-amerikanischen Musikmagazin Cash Box. Zur selben Zeit entstand, abermals im Musiksaal der Siemensvilla in Berlin-Lankwitz, die Aufnahme des Titels The Breeze and I, der in den USA Platz 13 und in Großbritannien Platz 5 der jeweiligen Charts erreichte.
Aufgrund des internationalen Erfolges sah sich Decca 1956 veranlasst, eine englischsprachige Langspielplatte unter dem Titel The Hi-Fi Nightingale herauszugeben (Decca DL 8203). Neben Malagueña und The Breeze and I befand sich ein Großteil der bis dahin erschienenen englischen Titel Valentes auf der Zusammenstellung. Dazu zählten Jazz- und Swing-Standards von Georges Auric, Nacio Herb Brown, Cole Porter und anderen sowie ursprünglich deutsche Stücke aus der Feder von Heinz Gietz und Kurt Feltz. Noch im selben Jahr entstanden mit Olé Caterina! und Plenty Valente! die ersten Konzeptalben der Entertainerin.

## Titelliste

### Seite 1
1. The Breeze and I – 3:28
(Musik: Ernesto Lecuona / engl. Text: Al Stillman)
2. If Hearts Could Talk – 3:17
(Musik: c / engl. Text: Fred Wise)
3. Temptation – 3:24
(Musik: Nacio Herb Brown / Text: Arthur Freed)
4. This Ecstasy (Es ist so schön bei dir) – 3:05
(Musik: Paul Durand / Text: Kurt Feltz / engl. Text: Kermit Goell)
5. Jalousie – 3:30
(Musik: Jacob Gade / engl. Text: Vera Bloom)
6. Fiesta Cubana – 2:22
(Musik: Heinz Gietz / Text: Kurt Feltz / engl. Text: Kermit Goell)

### Seite 2
1. Malagueña (deutsch) – 3:09
(Musik: Ernesto Lecuona / dt. Text: Ralph Maria Siegel)
2. The Way You Love Me (Nur ein Zigeuner hat soviel Sehnsucht nach den Sternen) – 2:48
(Musik: Heinz Gietz / Text: Kurt Feltz / engl. Text: Kermit Goell)
3. My Lonely Lover (Chanson d’amour) – 2:49
(Musik: Heinz Gietz / Text: Kurt Feltz / engl. Text: Kermit Goell)
4. Begin the Beguine – 3:10
(Musik und Text: Cole Porter)
5. Siboney – 2:54
(Musik: Ernesto Lecuona / Text: Theodora Morse)
6. This Must Be Wrong (Oho-aha) – 2:39
(Musik: Heinz Gietz / Text: Kurt Feltz / engl. Text: Kermit Goell)